# Biatló als Jocs Olímpics d'hivern de 1976
Als Jocs Olímpics d'Hivern de 1976 celebrats a la ciutat d'Innsbruck (Àustria) es disputaren dues proves de biatló en categoria masculina, un de 20 quilòmetres i una altra de relleus 4x7,5 quilòmetres.
La prova de 20 km. es realitzà el dia 6 de febrer i la de relleus el dia 13 de febrer de 1976 a les instal·lacions d'Innsbruck. Hi participaren un total de 74 biatletes de 18 comitès nacionals diferents.

## Resum de medalles
| Prova                 | Or                                                                                     | Argent                                                                | Bronze                                                            |
| Biatló 20 km. detalls | Nikolay Kruglov                                                                        | Heikki Ikola                                                          | Alexander Yelizarov                                               |
| Biatló equips detalls | Unió SovièticaAlexander Yelizarov · Ivan Biakov · Nikolay Kruglov · Aleksandr Tíkhonov | FinlàndiaHenrik Flöjt · Esko Saira · Juhani Suutarinen · Heikki Ikola | RDAKarl-Heinz Menz · Frank Ullrich · Manfred Beer · Manfred Geyer |

## Medaller
| Posició | País           | Or | Argent | Bronze | Total |
| 1       | Unió Soviètica | 2  | 0      | 1      | 3     |
| 2       | Finlàndia      | 0  | 2      | 0      | 2     |
| 3       | RDA            | 0  | 0      | 1      | 1     |
|         |                |    |        |        |       |
| Total   | Total          | 2  | 2      | 2      | 6     |